# Hudson Yards (Manhattan)
A Hudson Yards Manhattan középső részén, annak nyugati oldalán fekvő körzete, melyet nagyjából délről a 30. utca, északon a 43. utca, nyugaton a West Side autópálya és keleten a Nyolcadik sugárút határol. 2005 óta a terület egy nagyszabású városfejlesztési program helyszíne, amelyet New York állam, New York városa és annak közlekedési hivatala, a Metropolitan Transportation Authority (MTA) közti megállapodások mentén terveznek, finanszíroznak és építenek, célja Manhattan középső része üzleti negyedének nyugat felé, a Hudson folyóig történő kiterjesztése. A program magában foglalja a metróvonal meghosszabbítását, új metróállomás kiépítését, a Javits Center renoválását. 
Elindítását a régió építészeti besorolásának módosítása tette lehetővé, egyik legnagyobb projektje, 2012-ben a Hudson Yard 10 felhőkarcoló-irodaház alapkő letételével kezdődött, és az előrejelzések szerint 2024-re fejeződik be. A Kohn Pedersen Fox Associates által készített terv szerint a Hudson Yards fejlesztésének ez a része 16 felhőkarcolót tartalmazna, amelyeket két szakaszban építenek meg. 
A területen további projektek is futnak. Az egyik a Manhattan West, melyet a Brookfield Property Partners irányít, ez a Kilencedik sugárúttól nyugatra fekvő, a 31. és a 33. utca közötti régiót érinti. A kerületben fejlesztendő egyéb építmények közé tartozik a Hudson Boulevard 3 és a Spiral. A különleges körzetben van New York legforgalmasabb pályaudvara, a Pennsylvania Station is.
A Hudson Yards elsődleges irányítószámai: 10001 és 10018.

## Terület
A "Hudson Yards" a Hudson folyó mentén fekvő, a 30. és 33. utca közti egykori vasúti rendező pályaudvarról kapta a nevét. A Hudson Yards területén lévő létesítmények közé tartoznak többek közt a Javits Center, a Madison Square Garden, a kikötői hatóság buszpályaudvara és a Lincoln-alagút. A Hudson Yards újjáépítési területének nagy része a tőle északra fekvő körzet után Hell's Kitchen South néven is ismert.

### Korai tervek
Javaslatok hosszú sora született a vasúti területeken történő építkezések elindítására, melyek mind zátonyra futottak, többek között William Zeckendorf terve Manhattan középső részének expanziójára az 1950-es években, majd az 1960-as években az US Steel tervezte lakásépítkezések. Az elgondolás, hogy a 34. utca és a 42. utca közötti területen kereskedelmi fejlesztéssel lakóövezetet alakítsanak ki, az ifjabb Robert F. Wagner, New York város főpolgármesterének 1963-as tervében is szerepelt.
1963-ban Hell's Kitchen helyi közössége felvetette, hogy a Midtown bővítése ebben a régióban történhetne. A megépítendő kongresszusi központ általuk javasolt helyszínét Donald Trump is támogatta, aki 1975-ben a csődbe jutott Penn Central vasúttársaságtól a vasúti terület feletti opcióhoz jutott. Trump ajánlatát a kongresszusi központ megépítésére ekkor elutasították.
Végül 1986-ban felépült a kongresszusi központ, azaz a Javits Center, de további fejlesztés nem történt. Ugyan 1990-ben a város a 11. sugárútnak a Javits Centerrel szembeni kis részét más építési övezetbe sorolta, viszont a terület nagy része továbbra is ipari és alacsony építésű lakóházi övezetbe tartozott, így az újra zónázás sem ösztönözte a beruházásokat.

### Újjáépítés
2003-ban fogadták el  a New York-i Várostervezési Hivatala által közzétett tervet, mely alapján 40 000 000 négyzetláb (3 700 000 m2) kereskedelmi és lakóépület, nyilvános park és más közterület fejlesztése, a metróvonal meghosszabbítása és új metróállomás megépítése elindulhatott.

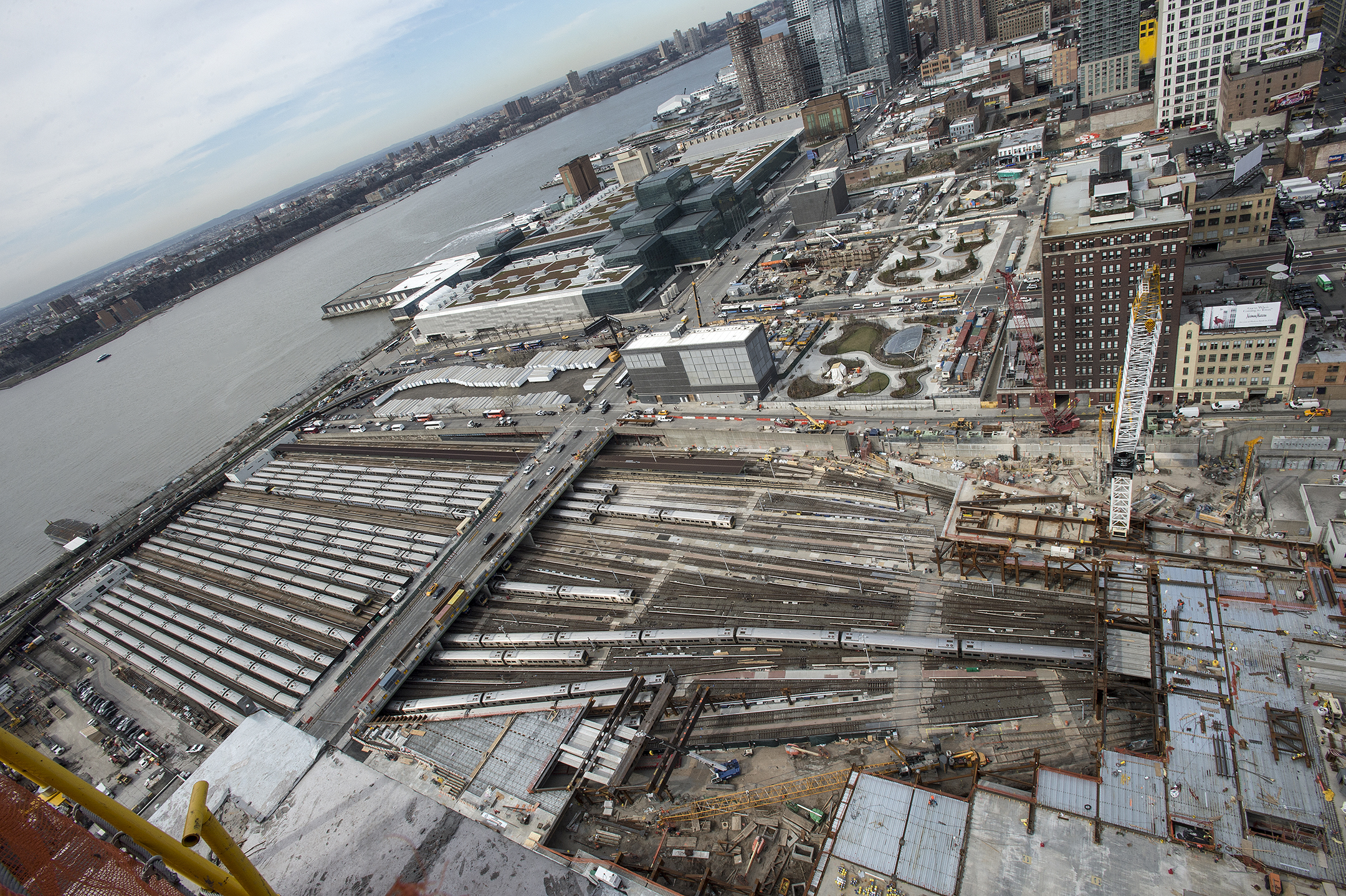
Légifelvétel a Hudson Yards területéről, az előtérben találhatók a sínpályák, a bal felső sarokban a Javits Center, valamint a Tizedik és Tizenegyedik sugárút közötti tömbök a 43. utcáig.

2005-ben a New York-i városi tanács jóváhagyta a 60 tömbnyi régió építészeti besorolásának módosítását, beleértve a West Side Yard keleti részét is. Ezzel Hudson Yards területén 25 800 000 négyzetláb (2 400 000 m2) irodaterület, 20 000 lakóegység, 2 000 000 négyzetláb (190 000 m2) szállodaterület, 750 fős állami iskola, 1 000 000 négyzetláb (93 000 m2) kiskereskedelmi és több mint 20 angol hold (8 ha) szabad köztér kialakítása vált lehetővé.

## Közlekedés

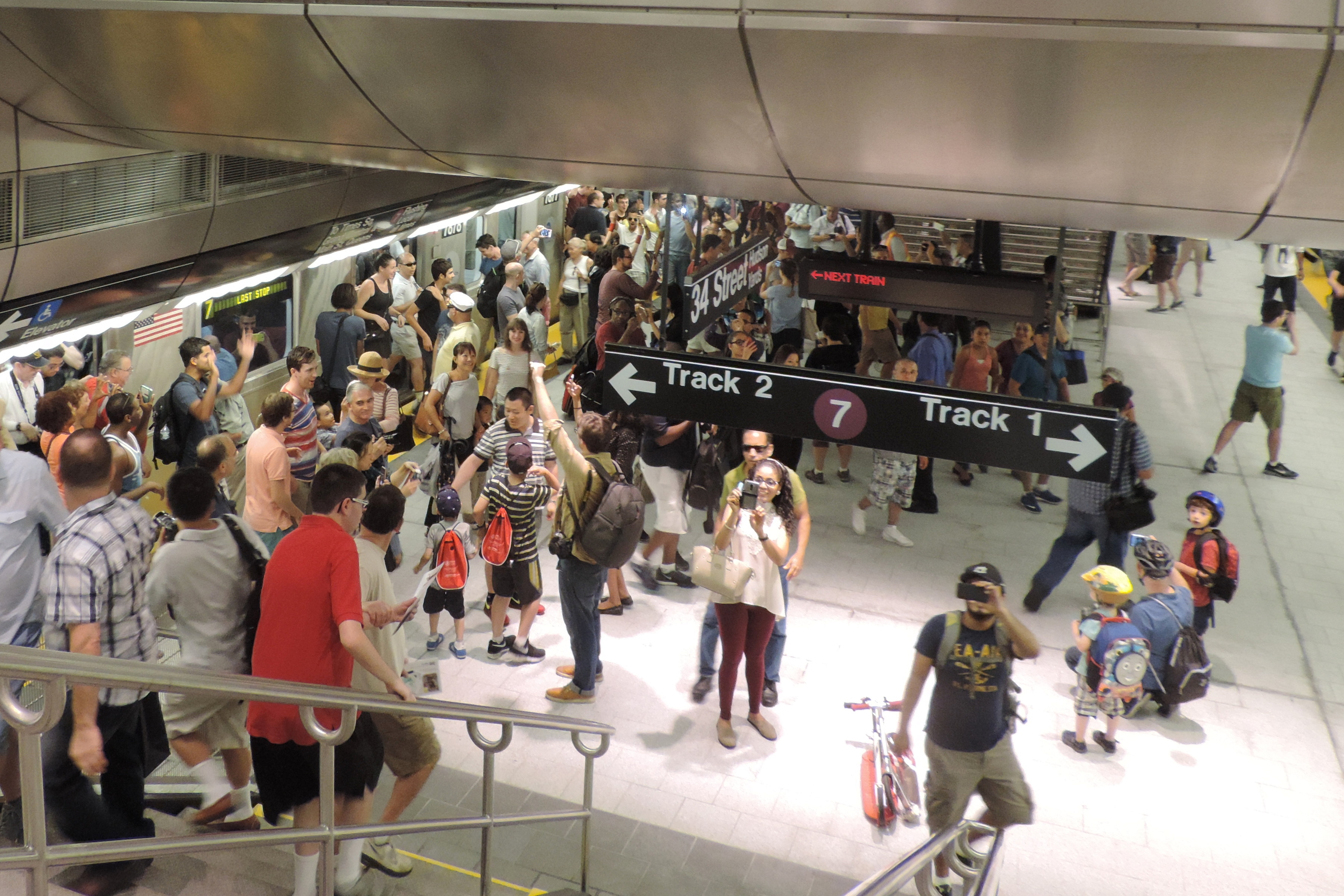
Az új 34. utcai metróállomás, 2015. szeptemberben

Miután a Hudson Yards projektet 2005-ben jóváhagyták, a 34. utcai metróállomás építésével kapcsolatos késések sora után az új állomás 2015. szeptember 13-án nyílt meg. Az állomás csatlakozik a közeli épületekhez és fejlesztésekhez, beleértve a 30 Hudson Yards felhőkarcolót, valamint a Hudson Park és Boulevard területét. A 34. utcai állomás főbejárata, a mozgólépcsők és lift a Hudson Park és Boulevard nyugati oldalán, a 33. és a 34. utca között található.  Egy másik állomást, amelyet a Tizedik sugárút és a 41. utca találkozásához terveztek, nem építették meg.

## Parkok

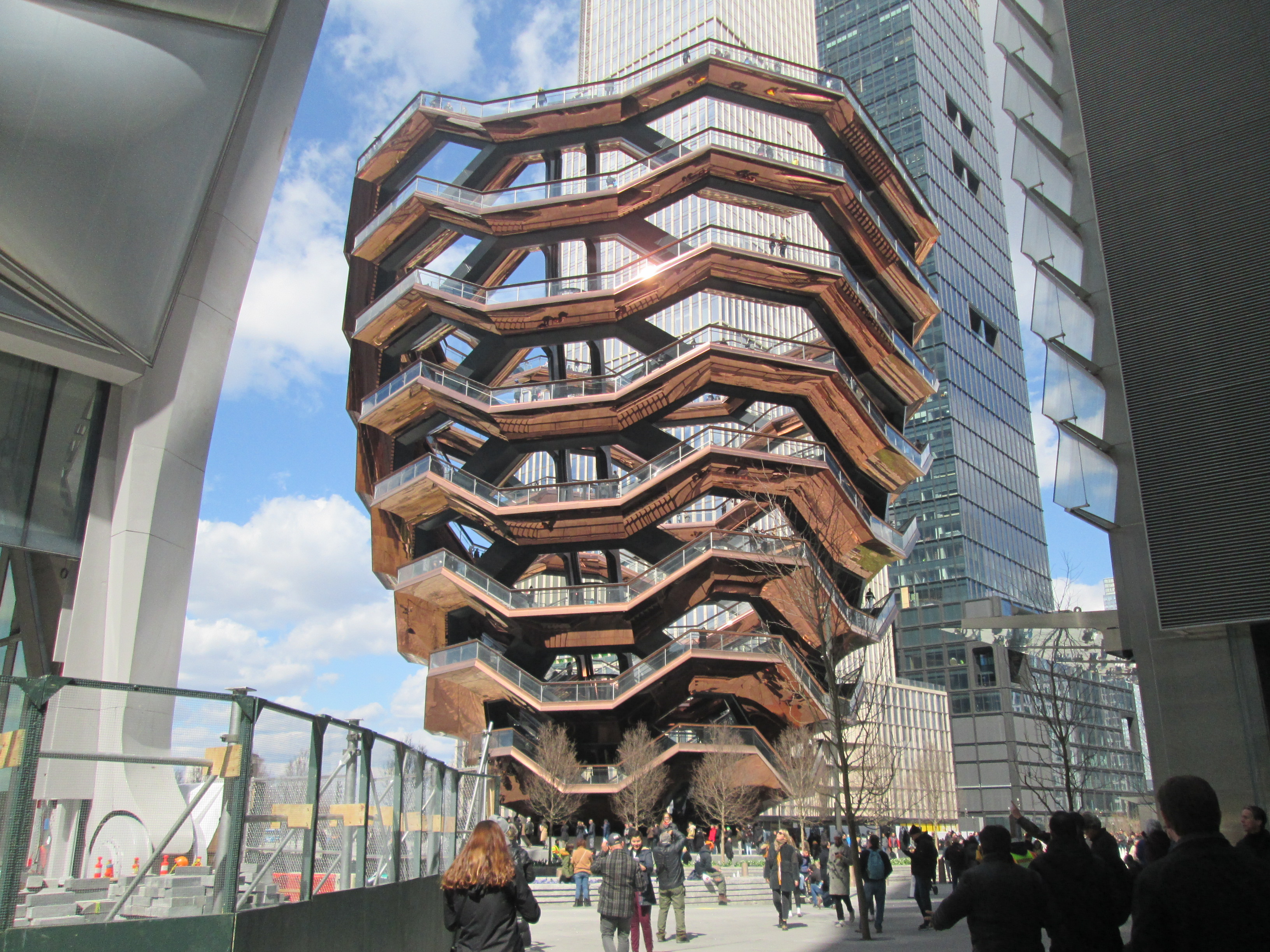
A Vessel 2019-ben

A platform, melyen a kapcsolódó fejlesztések futottak, tartalmaz egy 6 angol hold (2 ha) közterületet is. A tér – Hudson Yards plaza – közepén található a Thomas Heatherwick által tervezett Vessel, ez egy szabadon álló, összekapcsolt, spirálisan vezető lépcsőkből kialakított 16 emeletes szerkezet.
A Hudson Park és Boulevard négyhektáros területe parkok és sétautak rendszere. Az első szakasz, a 33. és a 36. utca, valamint a Tizedik és Tizenegyedik sugárút között, 2015 augusztusában fejeződött be. Az eredeti tervben szereplő, a Kilencedik és a Tizedik sugárút között javasolt parkokat később elvetették.
A High Line, egy magasított lineáris park, mely a West Side vasútvonal déli részének korábbi útvonalát használja, többek között a Hudson Yards déli és nyugati pereme mentén is áthalad. Több fázisban épült meg, 2014 végén nyílt meg a High Line Parknak a Hudson Yards területére belépő szakasza. Eredetileg a Hudson Yards nyugati részén álló ívelt szakaszát "átmeneti sétányként" fejlesztették ki, a további építkezés 2015-ben történt meg. A High Line bejáratai a vasúti udvar fejlesztésén belül is találhatók.

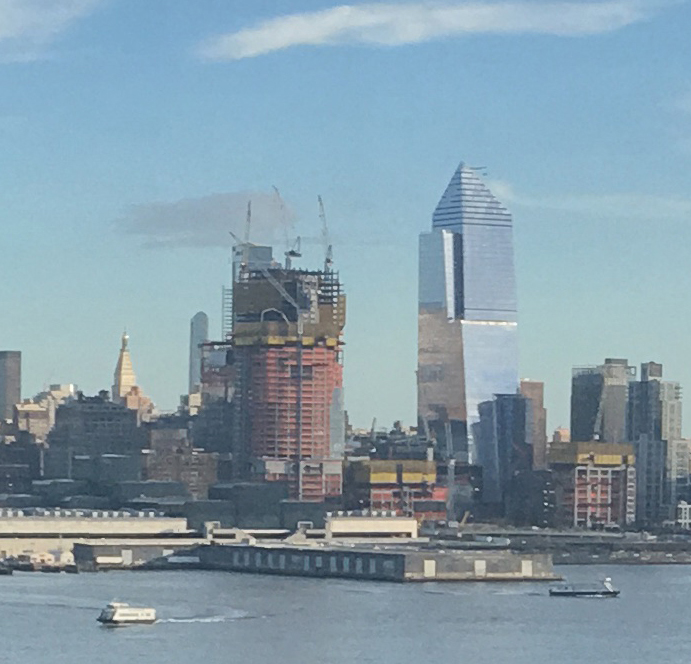
30 Hudson Yards (balra, építés alatt) és 10 Hudson Yards (jobbra, befejezve) 2017 februárjában

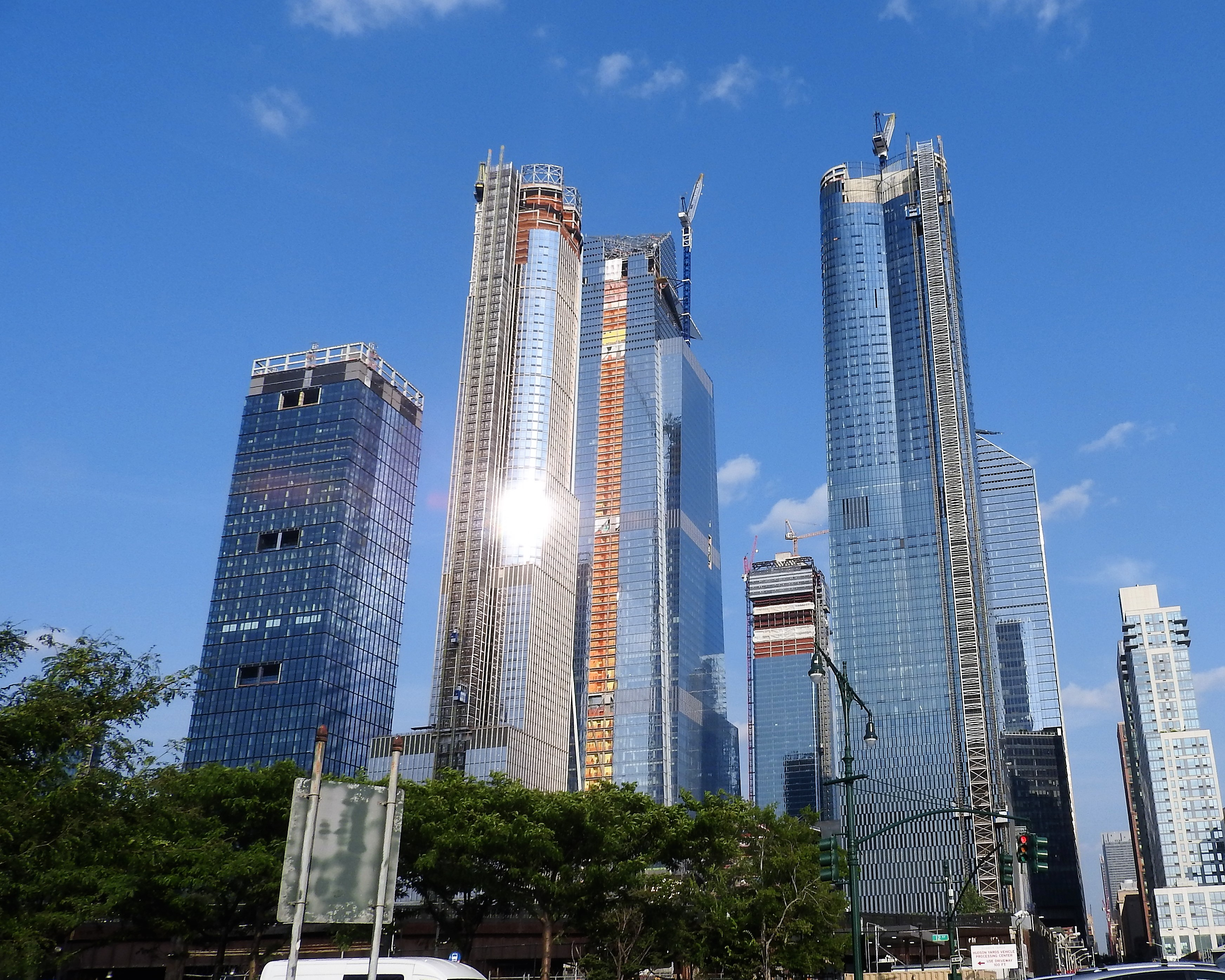
Építkezés 2018-ban

## Társprojektek

### 50 és 55 Hudson Yards
A Hudson Yards 50 és 55 a West Side Yardtól északra található, háztömbjét délre a 33. utca, keletről a 10. sugárút, északon a 34. utca és nyugatra a 11. sugárút határolja. A felhőkarcolók a tömb keleti és nyugati oldalán állnak. A 985 láb (300 m) magas 50 Hudson Yards építése 2018 májusában kezdődött.  A 780 láb (240 m) magas Hudson Yards 55 építése 2015-ben kezdődött, és 2017 augusztusára fejeződött be.

### Manhattan West

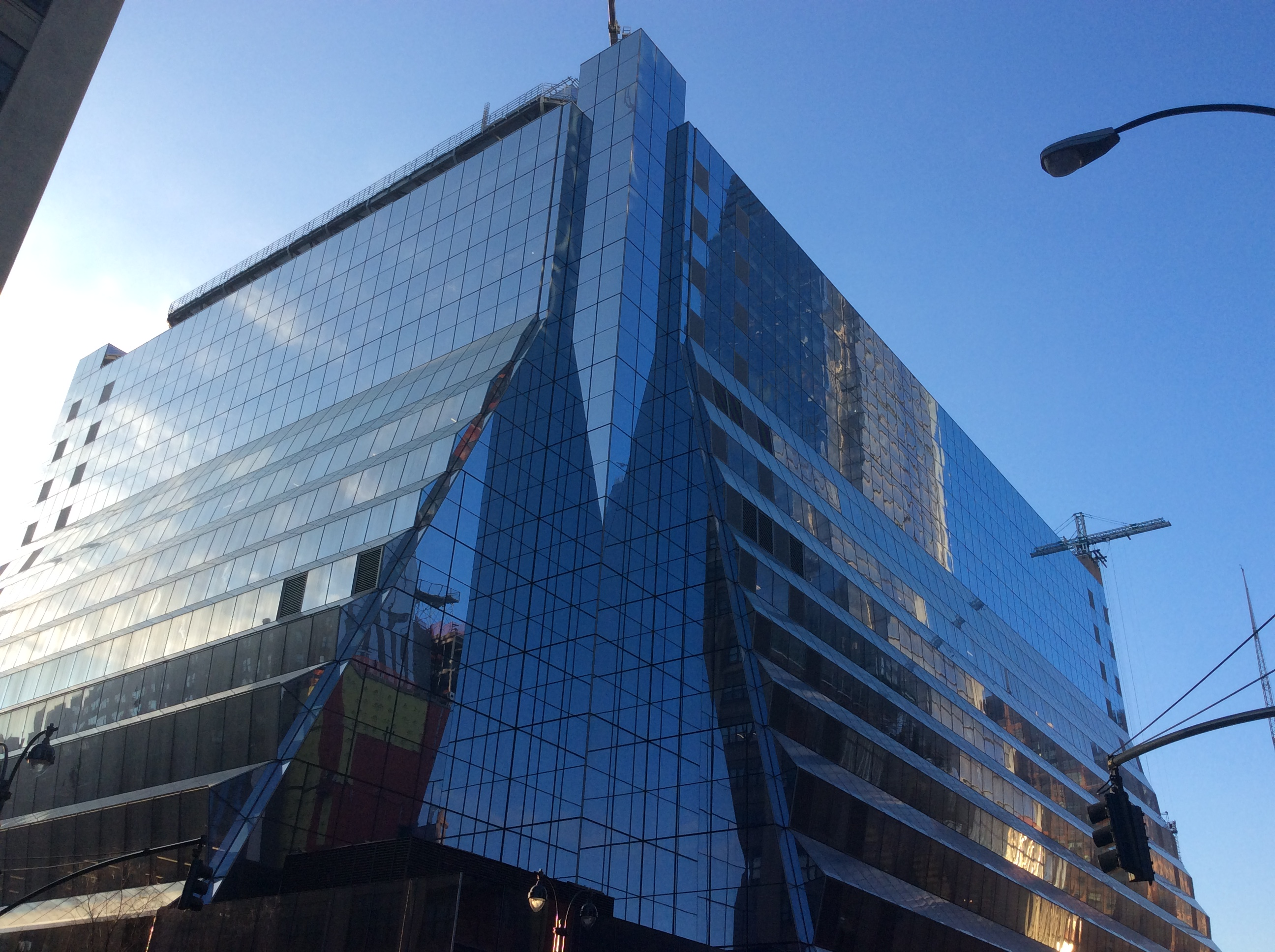
Az Associated Press felújított otthona, nyugati 33. utca 450

A Brookfield kanadai befektetési társaság fejleszti a második legnagyobb projektet Hudson Yards-ban. A "Manhattan West" névre keresztelt épületcsoport hat épületből fog állni, amelyek közül kettő, már meglévő, felújításra szoruló épület, köztük az Associated Pressnek is otthont adó, 450 West 33rd Street címen álló irodaház. A projekt három irodaházat, két lakóépületet és egy szállodát foglal magában.

### A Spirál
A Spirál a Tishman Speyer cég által fejlesztett 66 szintes felhőkarcoló, a területet 2014. április 30-án vásárolta meg két szomszédos ingatlannal együtt, a terület így összesen 2 850 000 négyzetláb (265 000 m2). Az öko-felhőkarcoló legfőbb jellegzetessége az épület szintjeit spirálisan körbefutó kertje.

## Demográfia
Népszámlálás céljából New York városa a körzetet a Hudson Yards-Chelsea-Flat Iron-Union Square nevű nagyobb egységbe sorolja. Az USA 2010. évi népszámlálásának adatai alapján a Hudson Yards-Chelsea-Flat Flat-Union Square lakossága 70 150 fő volt, ez 14 311 főnyi (20,4%) növekedés a 2000-ben számolt 55 839-hez képest. Területe 851,67 angol hold (344,66 ha). A lakosságból ekkor 65,1% (45 661) fehér, 5,7% (4 017) afroamerikai, 0,1% (93) őslakos amerikai, 11,8% (8267) ázsiai, 0% (21) csendes-óceáni szigetországbeli, 0,4% (261) egyéb származású, és 2,3% (1587) kevert volt. A népességből 14,6% (10 243) hispán, vagy latin volt.

## Fordítás
Ez a szócikk részben vagy egészben  a   Hudson Yards, Manhattan című angol Wikipédia-szócikk ezen változatának fordításán alapul.  Az eredeti cikk szerkesztőit annak laptörténete sorolja fel. Ez a jelzés csupán a megfogalmazás eredetét és a szerzői jogokat jelzi, nem szolgál a cikkben szereplő információk forrásmegjelöléseként.